# محمد بن يحيى بن لبابة
أبو عبد الله محمد بن يحيى بن عمر بن لبابة القرطبي مولى آل عبيد الله بن عثمان. فقيه وشيخ من أئمة المالكية في الأندلس.
روى عن: عبد الأعلى بن وهب، وأبان بن عيسى، وأصبغ بن خليل، والعتبي، وابن صباح. وسمع الموطأ من يحيى بن مزين صاحب مطرف بن عبد الله. وقد انتهت إليه الإمامة في المذهب المالكي. قال ابن الفرضي: «وكان حافظا لأخبار الأندلس، له حظ من النحو والشعر، ولي الصلاة بقرطبة». روى عنه خلق كثير، ولم يكن له علم بالحديث النبوي، بل ينقل بالمعنى. روى عنه: عبد الله بن محمد الباجي.

## وفاته
مات في شهر شعبان سنة 314 هـ، وعمره تسعون سنة.